# Paul Călinescu
Paul Călinescu (Galaţi, 23 de agosto de 1902 — Bucareste, 25 de março de 2000) foi um cineasta e roteirista romeno.